# Delpsjoch
Das Delpsjoch ist ein 1945 m ü. A. hoher Berg im Karwendel in Tirol.
Der Gipfel ist als einfache Bergtour vom Rißtal über die Tölzer Hütte zu erreichen (Aufstiegszeit vom Rißtal: ca. 2:15 Stunden, Abstiegszeit: ca. 1:45 Stunden, ca. 1000 Höhenmeter). Vom Gipfel hat man den besten Blick auf den benachbarten Schafreuter.